# Avoine Beaumont Gymnastique
Avoine-Beaumont Gymnastique est un club formateur de gymnastique artistique féminine situé à Beaumont-en-Véron en France.
Le club possède trois titres au Championnat national Top 12, qui est organisé annuellement parmi les 12 meilleurs clubs français masculins et féminins,.
Plusieurs gymnastes de renom médaillées mondiales s'y sont entraînées telles que Youna Dufournet ou Kaylia Nemour, médaillée d'argent aux barres asymétriques aux Championnats du Monde de 2023 et médaillée d'or aux barres asymétriques aux jeux olympiques de Paris en 2024.

## Histoire
Fondé en 1990, le club de gymnastique a d'abord été intégré dans un Club Omnisports (l’Union Sportive Electrique Avoine Beaumont) avant de devenir une entité à part entière en 2011.
Le véritable essor du club a commencé en 1994 avec l'arrivée à Avoine de Gina Chirilcenco, le premier entraîneur professionnel engagé par le club.
Depuis lors, le club s'est considérablement développé et structuré, accueillant ou formant différents entraîneurs. En 1998, Pascale Preto (en cours de formation BEES 1er degré) a renforcé l'encadrement ; en 2000, c'était au tour de Kelly Gilles (également en formation BEES 1er degré) ; en 2003, Luliana Philip et Marc Chirilcenco ont rejoint l'équipe[réf. nécessaire].
En 2005, Carole Boin a entraîné à temps partiel pendant une saison. En 2006, Cornel Adam a rejoint à mi-temps. En 2007, Carole Boin et Cornel Adam sont devenus des entraîneurs à temps plein[réf. nécessaire]. 
En 2022, le club est considéré comme le meilleur de France par Stade 2. Présidé par Stéphanie Nemour — mère de l'athlète Kaylia Nemour — il entre en conflit avec la Fédération française de gymnastique lorsque celle-ci souhaite imposer aux meilleures membres du club figurant parmi les 12 meilleures françaises (Carolann Héduit, Léa Franceries, Maëva Guery et Kaylia Nemour)  un regroupement dans une autre structure, soit à l'INSEP à  Vincennes, soit au pôle olympique de Saint-Étienne. Selon les parents et entraineurs du club, ce regroupement est contraire aux intérêts sportifs et à l'équilibre personnels des jeunes concernées. Le club accuse la FFG, courriers à l'appui, de harceler ses membres et de les menacer de les exclure de l'équipe de France et de suspendre leurs bourses en cas de refus. Carolann Héduit indique pour sa part que si elle est obligée d'aller à Paris, elle préfère arrêter la gymnastique. Kaylia Nemour décide quant à elle de changer de nationalité sportive, après avoir attendu en vain une autorisation médicale de la FFG de reprendre la compétition après une opération des genoux. La Fédération accuse alors les entraîneurs de différents manquements et d'attitudes violentes à l'encontre de certaines de ses gymnastes, et  lance une procédure disciplinaire contre le club « pour manquement à l’éthique et à la morale » et « d'emprise sur mineures ». Les entraîneurs sont blanchis de ces accusations en 2023 après enquête.
En 2023, la FFG retire au club ses statuts de club formateur et de centre d'entraînement Top 12 avant de les lui restituer en 2024.
En 2024, le couple d'entraîneurs Marc et Gina Chirilcenco supervisent l'ensemble des équipes d'Avoine Beaumont Gymnastique.

## Infrastructures
La Communauté de communes du Véron met à disposition au club une salle de gymnastique, couvrant une gamme complète d'activités, de la Baby-Gym jusqu'aux compétitions de haut niveau. La salle spécialisée de 1400m2 équipée selon les normes de la FIG offre un espace adéquat pour les entraînements et les compétitions, avec du matériel provenant de trois grands fournisseurs de matériel de gymnastique réputés : Janssen Fritsen, Gymnova et Nouansport.
L'expérience passée de la salle dans l'accueil d'événements de grande envergure, comme la préparation des équipes chinoises pour les Jeux olympiques d'été de 2004 à Athènes, témoigne de sa qualité et de sa capacité à répondre aux besoins des gymnastes professionnels.
En plus de la salle principale, la disponibilité de deux salles de réunion et d'un cabinet médical offre un environnement complet pour soutenir les gymnastes dans leur entraînement et leur développement.

## Palmarès
Le club d'Avoine Beaumont Gymnastique possède plusieurs titres aux Championnats Nationaux :

### Championnat de France des clubs
Le club est champion pour la sixième fois en 2016.

### Top 12
En 2021, 2022, 2023, et 2025 le club décroche la première place du Top 12, un tournoi où s'affrontent les 12 meilleurs clubs de France de gymnastique,,

## Gymnastes connues
Plusieurs gymnastes de renom membres de l'équipe de France de gymnastique ayant participé aux Jeux Olympiques ou aux Championnats du Monde ont été formées par le club.
Kaylia Nemour
- Médaillée d'argent aux barres asymétriques aux Championnats du Monde de 2023 à Anvers ;
- Médaillée d'or aux barres asymétriques aux jeux olympiques de Paris en 2024.

Carolann Héduit
- Médaillée de bronze à la poutre aux Championnats d'Europe de 2022 à Munich.
- Membre de l'équipe de France aux Jeux Olympiques de Tokyo 2020.
- Médaillée de bronze junior aux barres asymétriques aux Championnats d'Europe 2018 à Glasgow.

Elena Colas
- Quintuple médaillée d'or au concours général Championnats de France Elite en 2021, 2022, 2023, 2024 et 2025.
- Triple championne d'Europe junior

Alison Lepin
- Médaillée de bronze par équipe aux Championnats d'Europe 2016 à Bern.

Youna Dufournet
- Médaillée de bronze au saut de cheval aux Championnats du Monde de 2009 à Londres.